# Maurizio Moretti
Maurizio Moretti (Gradisca di Sedegliano, 3 marzo 1945 – Gradisca di Sedegliano, 30 marzo 2021) è stato un calciatore italiano, di ruolo difensore.

## Carriera
Cresce calcisticamente nel Rivignano, dove viene scoperto da Paolo Mazza che lo porta a Ferrara nella SPAL nel 1962. Affidato alle cure di Giovan Battista Fabbri, nel 1965 vince il campionato Primavera avendo come compagni di squadra, tra gli altri, Fabio Capello, Luigi Pasetti, Edoardo Reja, Gianfranco De Bernardi, Arturo Bertuccioli, Adriano Zanier e Franco Pezzato.
Esordisce nella SPAL in Serie B ventenne il 2 maggio 1965 contro il Brescia mettendosi subito in luce come uno dei migliori stopper del momento e prendendo il posto dell'acciaccato Riva. L'anno successivo è in Serie A e Francesco Petagna lo fa esordire il 3 ottobre 1965 contro il Milan a Ferrara. Da quel momento Moretti è lanciato verso una radiosa carriera che lo vede progressivamente punto fisso al centro della difesa con Bagnoli e Colombo prima e successivamente con Bertuccioli e Pasetti che furono suoi compagni di squadra fra i Primavera della SPAL. Purtroppo il sogno e le ambizioni di Moretti si interrompono proprio contro il Milan, il 16 aprile 1967, quando in uno scontro di gioco si infortuna seriamente.
Resta fermo un anno per tornare in campo in Serie B il 13 ottobre 1968 sempre con la SPAL contro la Ternana ma non convince né Mazza né Fabbri, nel frattempo tornato alla guida dei biancoazzurri. Ceduto a novembre alla Del Duca Ascoli in prestito, approda così fra i bianconeri allenati dall'ex spallino Carlo Mazzone in Serie C assieme al suo coetaneo De Bernardi.
Torna a Ferrara nel 1969 per giocare altri due campionati di Serie C senza infamia e senza lode, incappando però, il 22 febbraio 1970, nella sfortunato episodio di due autogol segnati in una gara interna contro l'Empoli. Passa infine al Belluno nel 1971 e dopo altri due campionati di C torna in Friuli chiudendo così la sua carriera.
Per una strana coincidenza, Moretti era nato il 3 marzo come Eugenio Bruschini, altro calciatore della SPAL che ebbe la carriera compromessa a seguito di una serie di infortuni.
Cessata l'attività agonistica ha a lungo gestito una locanda sita in Pannellia di Sedegliano insieme alla moglie e alla figlia Daniela.
È morto nel marzo 2021 all'età di 76 anni, vittima di un attacco cardiaco e non COVID-19.